# Zaragoza (Antioquia)
Zaragoza es un municipio localizado en la subregión del Bajo Cauca, en el departamento de Antioquia. Según el censo de 2018, tiene una población de 60 551 habitantes.
Limita por el norte con el municipio de Caucasia, por el este con el municipio de El Bagre, por el sur con el municipio de Segovia y por el oeste con los municipios de Anorí y Cáceres.

## Historia
Antiguamente, según registros dejados por los conquistadores españoles, en las vegas del río Nechí de las cercanías del poblado había un asentamiento indígena de la tribu yamesí, indios pacíficos y esencialmente mineros, dado lo pródigo del oro en la región. El cacique Mayiba gobernaba a los indígenas cuando llegaron los españoles y se produjeron las primeras crónicas.
En estos territorios, Zaragoza, ciudad tradicional con identidad muy propia y muy antigua en Colombia, fue fundada el 14 de septiembre de 1581 por el gobernador Gaspar de Rodas, en una típica acción conquistadora de los españoles. Gaspar de Rodas, el primer gobernador español de estos territorios, tomó conciencia de las inmensas riquezas auríferas de la región. Otorgó al poblado el nombre de Zaragoza de las Palmas en homenaje a la ciudad aragonesa del mismo nombre y porque este territorio estaba rodeado de palmas que distinguían el sitio de otros aledaños.
La región donde está situada es una confluencia de dos ríos, el Nechí y el Porce, y su clima es pesado debido a la humedad y los insectos. No obstante esta dificultad, la comunidad creció por cuenta de sus grandes riquezas, las cuales no son solamente mineras en oro. La reserva forestal de su sitial y sus alrededores es igualmente rica y atractiva. 
Actualmente, la comunidad continúa activa y productiva en sus actividades económicas. La población se divierte con el deporte, especialmente con el “canotaje campesino”, una actividad que se desarrolla en el pueblo desde 1935. En la actualidad, los Juegos Recreativos Tradicionales de la calle y los juegos de azar forman parte de la expresión lúdica de los zaragozanos.

## División Político-Administrativa
Además de su cabecera municipal, Zaragoza tiene bajo su jurisdicción los siguientes corregimientos (de acuerdo a la Gerencia departamental):
- Buenos Aires (Escarralao)
- El Pato

## Generalidades
- Fundación del municipio: 14 de septiembre de 1581
- Erección a la categoría de municipio: 1770
- Fundador: Gaspar de Rodas
- Apelativo: "Puerto Fluvial sobre el Nechí" , "Tierra de Paz y Bien" y "El pueblo del ritmo"

Se une por carretera con los municipios de Caucasia, El Bagre, Segovia, Anorí y Cáceres.
Su nombre es el mismo de la capital de la provincia del mismo nombre y de la comunidad autónoma deAragón, en España. Anteriormente se llamó Nuestra Señora de la Concepción de las Palmas del Nuevo Zaragoza de Indias. La Zaragoza colombiana, pese a su antigüedad, carece hoy de edificios coloniales.

## Población
Población Total: 30.738 hab. (2015).
- Población Urbana: 13.978.
- Población Rural: 16.760.

Alfabetismo: 75,8% (2005).
- Zona urbana: 82,1%
- Zona rural: 69,5%

### Distribución étnica
Según las cifras presentadas por el DANE del censo de 2005, la composición étnica del municipio es: 
- Mestizos y blancos (54,5%)
- Negros (38,8%)
- Indígenas (6,7%)

## Economía
- Minería del oro y la plata, muy tradicionales, especialmente la aurífera. Ha habido muchas protestas por la erosión que supone el tipo de extracción para el medio ambiente.[6]
- Maderas
- Pesca
- Agricultura, plátano y yuca
- Ganadería de levante.

Sus artesanías son tradicionales por sus trabajos en oro.

## Fiestas
- Fiestas de la Virgen del Carmen
- Fiestas tradicionales del Santo Cristo de Zaragoza del 4 al 15 de septiembre
- Hermosa Semana Santa plasmada en vivo
- Fiestas del Minero

## Gastronomía
Zaragoza es boyante en su oferta gastronómica típica. Entre sus preparaciones más especiales figuran el “pegao” o “cucayo”, las enyucadas, viudas de cerdo salado, el pescado frito o cocido con aliños, especialmente el bocachico, y la carne de res salada. 
Se ofrecen varias preparaciones en dulce y la bandeja paisa, comida típica tradicional antioqueña.
También los zaragozanos en los últimos tiempos han atribuido las “salchipapas”como la comida de los domingos, en todos los restaurantes del municipio la ofrecen como parte del menú.
Y los famosos chorizos zaragozanos

## Sitios de interés
- Iglesia parroquial
- Alto Las Sardinas
- Cerros Los Blancos, Mariará y Monte Adentro
- Serranía de Sacramento y Cerro Blanco
- Valle de Vetué
- Ciénaga de don Alonso en la vereda Río Viejo
- Ríos Porce, Pucune, Amaceri y Nechí
- Imagen del Cristo de Zaragoza
- Represa y Salto de La Planta de San Juan

## Servicios públicos
- Energía Eléctrica: EPM, es la empresa prestadora del servicio de energía eléctrica.
- Gas Natural: Surtigas es la empresa distribuidora y comercializadora de gas natural en el municipio.